# Дафни (Аттика)
Дафни (греч. Δάφνη) — город в Греции, южный пригород Афин. Расположен в 4 километрах к югу от центра Афины, площади Омониас, и в 19 километрах к западу от международного аэропорта «Элефтериос Венизелос» у подножия Имитоса. Входит в общину (дим) Дафни — Имитос в периферийной единице Центральные Афины в периферии Аттике. Население 22 913 жителей по переписи 2011 года. Площадь 1,375 квадратного километра.
Через Дафни проходит проспект Вулиагменис. Здесь находится станция Линии 2 (красной ветки) афинского метрополитена «Дафни».
До марта 1951 года назывался Кациподи (Κατσιπόδι).
Современное название происходит от греч. δάφνη «лавр», символа Аполлона Дафнефора (Δαφνηφόρος «лавроносный, увенчанный лавром»). Согласно мифу нимфа Дафна, преследуемая влюблённым в неё Аполлоном, превратилась в лавр, а Аполлон стал носить лавровый венок.

## Население
| Год  | Население, человек |
| ---- | ------------------ |
| 1991 | 24 903             |
| 2001 | 25 058             |
| 2011 | ↘ 22 913           |